# Víctor Hugo Peña

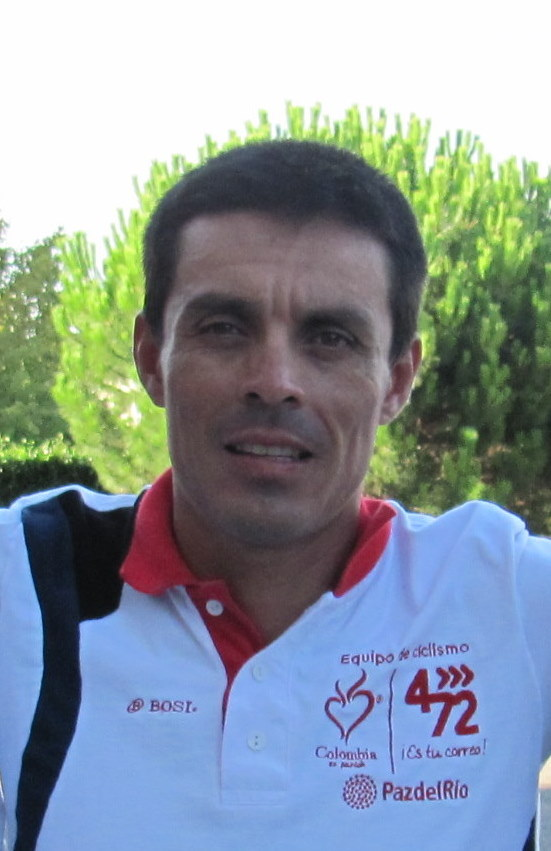
Víctor Hugo Peña bei der Tour de l’Ain 2011

Víctor Hugo Peña Grisales (* 10. Juli 1974 in Bogotá) ist ein ehemaliger kolumbianischer Radrennfahrer.

## Leben
Víctor Hugo Peña begann seine Karriere 1997 bei Telecom-Flavia. 1999 wechselte er zu Vitalicio Seguros. Dort sicherte er sich seine ersten Erfolge. Beim Giro d’Italia 2000 gewann er ein Zeitfahren, ebenso konnte er eine Etappe bei der Niederlande-Rundfahrt gewinnen. 2001 fuhr er für das US-amerikanische Radsport-Team US Postal Service. 2002 gewann er eine Etappe und die Gesamtwertung der Murcia-Rundfahrt. Nachdem das Team um Lance Armstrong das Mannschaftszeitfahren der Tour de France 2003 für sich entschieden hatte, trug Peña aufgrund seiner starken Leistung im Prolog für drei Tage das Gelbe Trikot; insgesamt bestritt er die Tour viermal. Ein weiteres Mannschaftszeitfahren gewann er mit seinem Team bei der Vuelta a España 2004. 2005 und 2006 fuhr Peña für das Schweizer ProTeam Phonak Hearing Systems. 2007 fuhr er für das Team Unibet.com und von der Saison 2008 bis 2009 fuhr er für das Team Rock Racing.
2000 und 2004 startete Peña bei Olympischen Spielen, jeweils im Einzelzeitfahren und im Straßenrennen. 2004 in Athen belegte er im Zeitfahren Rang 14, die Straßenrennen konnte er beide Male nicht beenden.
In der Saison 2013 fuhr Víctor Hugo Peña für die Amateurmannschaft Supergiros-Blanco Valle-Redetrans.

## Erfolge
2000
- eine Etappe Giro d’Italia 2000

2002
- Gesamtwertung Murcia-Rundfahrt

2003
- eine Etappe Tour de France

2007
- Sprintwertung Katalonien-Rundfahrt

2008
- eine Etappe Vuelta a Colombia

2009
- eine Etappe Vuelta a Colombia

## Teams
- 1997 Telecom-Flavia
- 1998 Avianca-Telecom
- 1999–2000 Vitalicio Seguros-Grupo Generali
- 2001–2004 US Postal Service
- 2005–2006 Phonak Hearing Systems
- 2007 Unibet.com
- 2008–2009 Rock Racing
- 2010 Café de Colombia-Colombia es Pasión
- 2011 Colombia es Pasión-Café de Colombia
- 2012 Colombia-Coldeportes
- 2013 Supergiros-Blanco Valle-Redetrans
- 2014 Supergiros-Redetrans-Autolarte